# Gonolek à ventre blanc
Laniarius bicolor
Espèce
Statut de conservation UICN

 LC  : Préoccupation mineure
Le Gonolek à ventre blanc (Laniarius bicolor) est une espèce d’oiseaux d'Afrique subsaharienne appartenant à la famille des Malaconotidae.

## Répartition
Cette espèce vit en Angola, Botswana, Cameroun, République du Congo, République démocratique du Congo, Gabon, Namibie, Zambie et Zimbabwe.

## Habitat
Son habitat naturel est les forêts et les mangroves subtropicales ou tropicales, les savanes sèches, les zones arbustives humides et de marais subtropicales ou tropicales.